# Пьетс-Плазанс-Мустру
Пьетс-Плаза́нс-Мустру́ (фр. Piets-Plasence-Moustrou) — коммуна во Франции, находится в регионе Аквитания. Департамент — Атлантические Пиренеи. Входит в состав кантона Арти-э-Пеи-де-Субестр. Округ коммуны — По.
Код INSEE коммуны — 64447.

## География

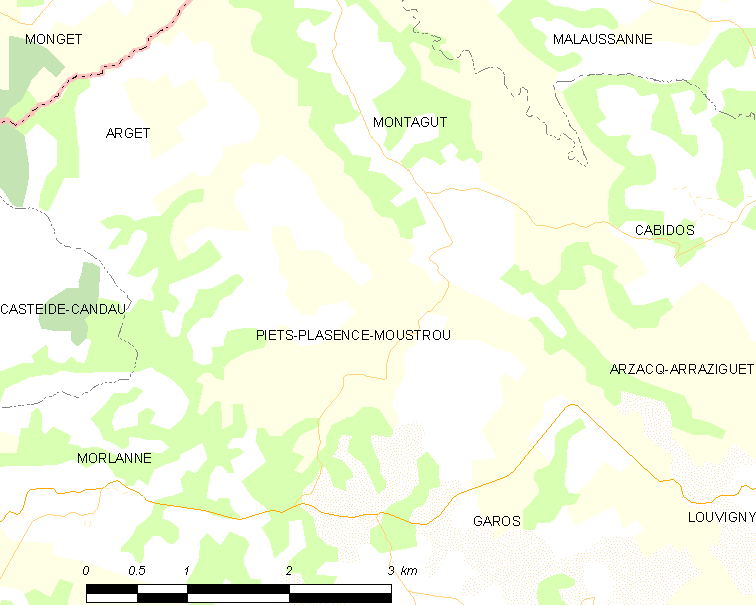
Карта коммуны

Коммуна расположена приблизительно в 640 км к югу от Парижа, в 150 км южнее Бордо, в 28 км к северу от По.

### Климат
Климат тёплый океанический. Зима мягкая, средняя температура января — от +5°С до +13°С, температуры ниже −10 °C бывают редко. Снег выпадает около 15 дней в году с ноября по апрель. Максимальная температура летом порядка 20-30 °C, выше 35 °C бывает очень редко. Количество осадков высокое, порядка 1100 мм в год. Характерна безветренная погода, сильные ветры очень редки.

## Население
Население коммуны на 2010 год составляло 140 человек.
| 1962 | 1968 | 1975 | 1982 | 1990 | 1999 | 2010 |
| ---- | ---- | ---- | ---- | ---- | ---- | ---- |
| 202  | 167  | 140  | 146  | 117  | 123  | 140  |

## Администрация
| Период | Период | Фамилия          | Партия                    | Примечания |
| ------ | ------ | ---------------- | ------------------------- | ---------- |
| 1995   | 2014   | Альфред Сен-Пале | Союз за народное движение |            |
| 2014   | 2020   | Эрик Дюплаа      |                           |            |

## Экономика
В 2010 году среди 73 человек трудоспособного возраста (15-64 лет) 60 были экономически активными, 13 — неактивными (показатель активности — 82,2 %, в 1999 году было 70,4 %). Из 60 активных жителей работали 53 человека (32 мужчины и 21 женщина), безработных было 7 (4 мужчины и 3 женщины). Среди 13 неактивных 3 человека были учениками или студентами, 7 — пенсионерами, 3 были неактивными по другим причинам.

## Достопримечательности
- Церковь Успения Пресвятой Богородицы (XIX век)[4]
- Часовня Св. Михаила (XV век)[5]
- Замок Мустру (XVII век)[6]